# Rosmarie
Rosmarie - på engelska är Rosemary namnet på kryddväxten rosmarin men även en kombination av två namn, "Rose" och "Mary". Växtens namn kommer från två ord som betyder "dagg" och "vid havet" - en referens till de omgivningar där den trivs och frodas.
Drygt 600 kvinnor i Sverige stavar sitt namn Rosmarie, det finns ungefär lika många med stavningen Rosemarie. Drygt 400 stavar namnet Rosmari. Den vanligaste stavningen är dock som dubbelnamn, Rose-Marie, med ungefär 9800 bärare.